# Ron Klain
Ronald A. Klain (* 8. srpna 1961 Indianapolis) je americký politický poradce, státní úředník a právník, který v letech 2021–2023 zastával úřad ředitele kanceláře Bílého domu v administrativě Joea Bidena. Je členem Demokratické strany.
Funkci personálního šéfa zastával u dvou amerických viceprezidentů: v letech 1995–1999 pracoval pro Ala Gorea a v letech 2009–2011 pro Joea Bidena. Poté, co se ve Spojených státech v roce 2014 objevily případy nákazy virem Ebola, jmenoval jej prezident Barack Obama koordinátorem, zastupujícím Bílý dům při řízení prací na likvidaci nákazy mezi koncem roku 2014 a prvními měsíci roku 2015.
V roce 2020 byl Klain angažován do týmu, řídícího prezidentskou kampaň Joe Bidena, jako seniorní poradce. V listopadu 2020 Joe Biden oznámil, že si jej vybral na pozici personálního šéfa Bílého domu. V této pozici jej 7. února 2023 nahradil Jeffrey Zients.